# هواري شار
هواري شار (بالكردية: هەواری شار), ثاني أكبر حديقة في الشرق الأوسط والأكبر على مستوى العراق والتي تقع على بعد نحو 10 كيلومترات شمال غربي مدينة السليمانية.  